# Elfyn Evans
Pour les articles homonymes, voir Evans.
Elfyn Evans, né le 28 décembre 1988 à Cardiff, est un pilote de rallye gallois. Il est le fils de l'ancien pilote de rallye Gwyndaf Evans.
De 2014 à 2015, puis à partir de 2017, Elfyn roule en championnat du monde des rallyes pour l'équipe M-Sport World Rally Team sur une Ford Fiesta WRC. il remporte sa première victoire en WRC sur ses terres, au pays de Galles, lors du rallye de Grande-Bretagne 2017. En 2020 il rejoint l'équipe Toyota Gazoo Racing WRT.

## Carrière

### Débuts en compétition au niveau national (2006-2011)
Elfyn Evans fait ses premiers pas en rallye en 2006, sur une Nissan Micra. Dès la saison suivante, il opte pour une Ford Fiesta ST, qu'il conserve jusqu'en 2010. Avec à ses côtés, plusieurs copilotes différents, le gallois prend de l'expérience, en prenant part à de multiples rallyes se déroulant en Grande-Bretagne. En 2007, il participe à sa première manche du championnat du monde des rallyes, le rallye du pays de Galles, il se classe à une anecdotique 42e place et remporte la classe N3.
Améliorant ses classements au fil des ans, il est vice-champion de Grande-Bretagne des rallyes en 2011, sur une Subaru Impreza STi, avec Andrew Edwards comme copilote. Il remporte par la même occasion deux des six manches de ce championnat de Grande-Bretagne des rallyes. Au cours de cette même saison, il dispute trois épreuves du championnat du monde des rallyes avec une Ford Fiesta R2, Il abandonne en Finlande et au Pays de Galles, mais prend la 16e place du Rallye de France.

### Révélation au plus haut niveau (2012-2013)
Lors de la saison 2012, Evans participe au championnat du monde des rallyes junior, au volant d'une Ford Fiesta R2. Il s'impose dans la catégorie, en Grèce, en Finlande, en Allemagne, et en France. Il remporte ainsi le WRC Academy avec un total de 144 points, ainsi que quatre des six rallyes au programme du championnat.
En 2013, il intègre l'équipe Qatar M-Sport World Rally Team, avec laquelle il dispute un rallye en Ford Fiesta RRC, puis cinq autres en Ford Fiesta R5 dans le cadre du WRC-2. Son nouveau copilote est le britannique Daniel Barritt (en). Sur la première partie de saison, le pilote gallois ne prend part qu'à un rallye du championnat du monde, le rallye du Portugal, où il se classe 23e, et seulement 8e parmi les voitures du WRC-2, ayant connu un problème de transmission. En juin, il dispute le Rallye de Sardaigne au volant de la Ford Fiesta RS WRC du Qatar WRT (en remplacement de Nasser Al-Attiyah) et termine à une belle 6e place pour son premier rallye sur une WRC. Pour la fin du championnat, il participe à cinq des six épreuves restantes, il abandonne par deux fois, mais termine également à deux reprises dans le top 10 au classement scratch, il est 6e du rallye d'Allemagne et 8e du rallye du pays de Galles. C'est d'ailleurs sur ses terres galloises qu'il remporte sa première manche du WRC-2, après deux deuxièmes places en Allemagne et en France. Il se classe sixième avec 65 points, d'un WRC-2 2013 remporté par le polonais Robert Kubica.

### Pilote officiel chez M-Sport (2013-2019)

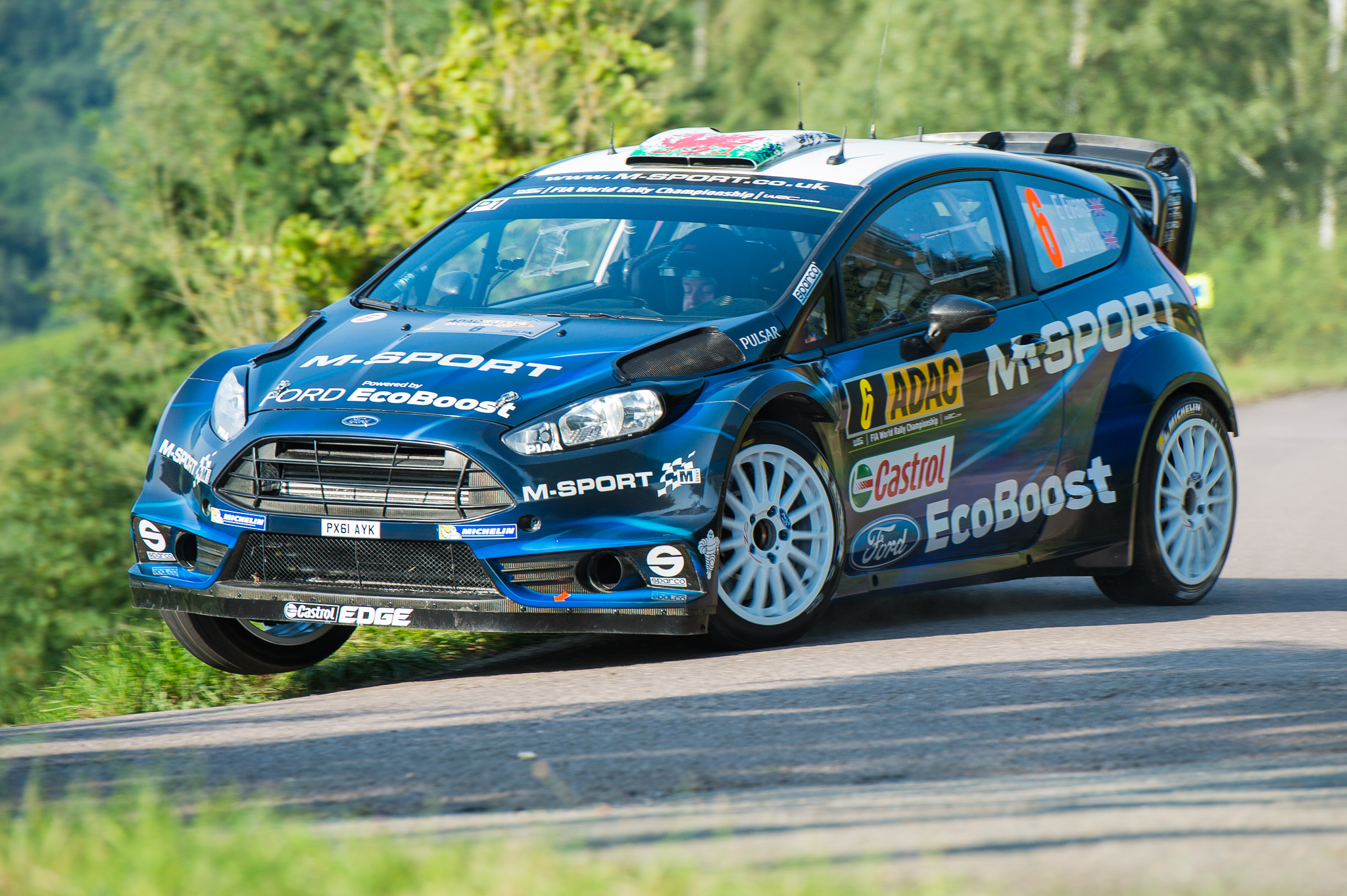
Elfyn Evans lors du rallye d'Allemagne 2014.

En 2014, il dispute le Championnat du monde des rallyes en tant que second pilote du M-Sport World Rally Team pour sa première saison complète au volant d'une WRC aux côtés de l'expérimenté Mikko Hirvonen. Il termine la saison à la 8e place du classement général avec pour meilleur résultat une quatrième place obtenue à 2 reprises au Mexique et en Allemagne. 
Il poursuit sa collaboration avec le Team Britannique en 2015 avec un nouvel équipier en la personne d'Ott Tänak. 
Sa saison 2015 est meilleure que celle de 2014 avec seulement 2 résultats vierges enregistrés en 13 Rallyes, 2 podiums en Argentine et au Tour de Corse, et un classement final amélioré d'une place par rapport à l'an dernier. 
Malheureusement, ces résultats ne sont pas en mesure de lui permettre de rester en WRC avec M-Sport pour 2016, Malcolm Wilson ayant préféré signer Mads Ostberg et Eric Camilli. Il continue néanmoins de collaborer avec l'équipe anglaise pour un programme en WRC-2 avec un nouveau copilote en la personne de Craig Parry, qui remplace Daniel Barritt. Il dispute en parallèle le Championnat de Grande-Bretagne des Rallyes avec le soutien du fabricant de pneus D-Mack. 
Sa campagne en WRC-2 s'achève avec une troisième place finale avec 3 succès obtenus au Monte-Carlo, en Suède et au Tour de Corse, tandis qu'il remporte le Titre de Champion de Grande-Bretagne des Rallyes. 
Il revient en WRC en 2017 avec M-Sport avec pour équipiers Sébastien Ogier et Ott Tänak. Contrairement à ses équipiers équipés de pneus Michelin, Elfyn se retrouve équipé de pneus D-Mack. Il retrouve son ancien copilote Daniel Barritt à la navigation. 
En difficulté sur plusieurs manches à cause du manque de fiabilité de ses pneumatiques et des erreurs de pilotage, Elfyn signe néanmoins 3 podiums en Argentine (où il ne rate la victoire finale que pour  6 dixièmes de seconde face à Thierry Neuville), en Finlande et en Grande-Bretagne où il remporte sa première victoire en WRC, la première également de son copilote et de son fournisseur de pneus D-Mack.

### Transfert chez Toyota (2020-)

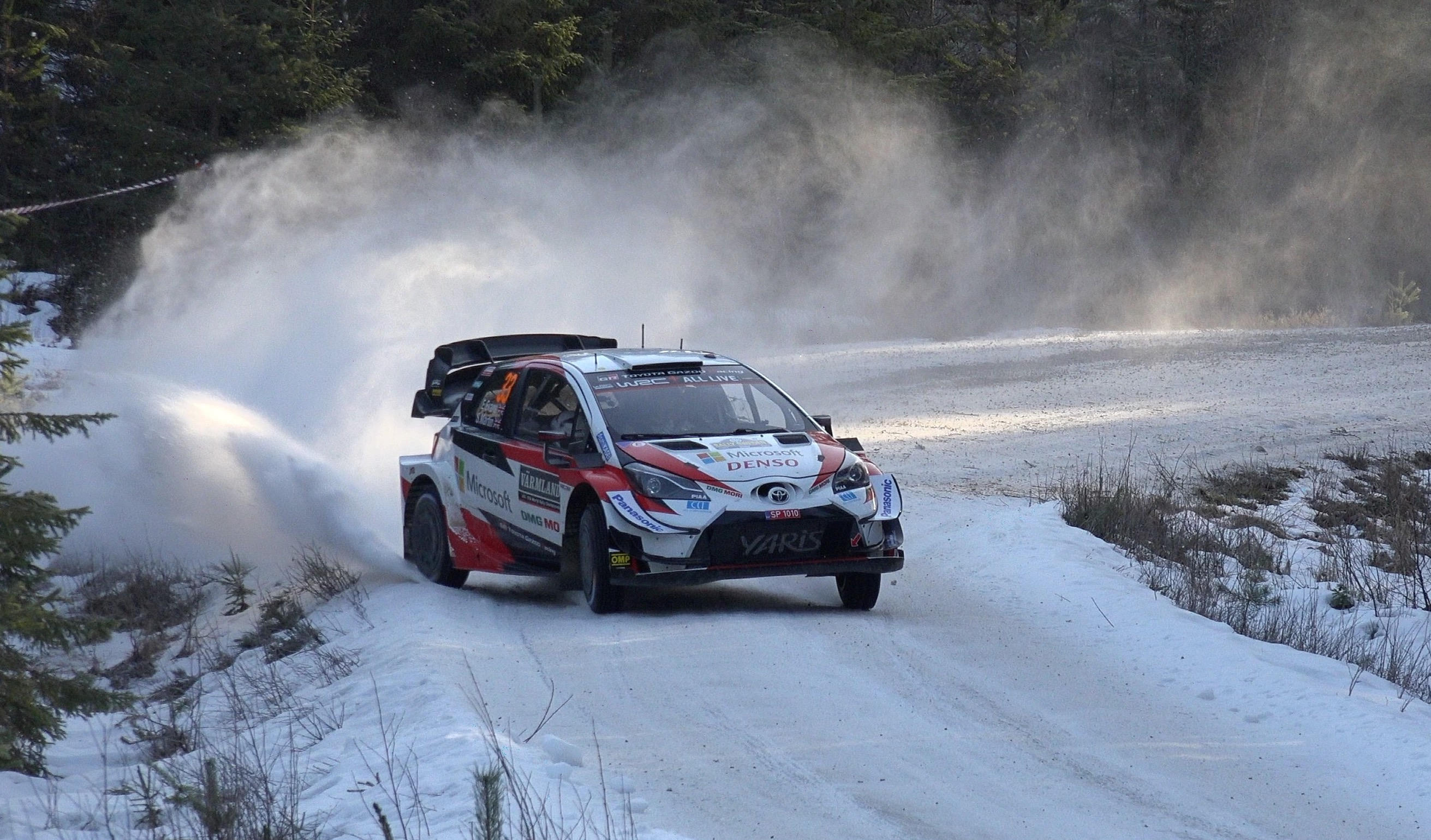
Elfyn Evans durant le rallye de Suède 2020 qu'il remporte.

En 2020, il passe dans l'équipe Toyota Gazoo Racing WRT aux côtés de Sébastien Ogier. A la fin d'une saison difficile à cause de la pandémie de Covid-19 qui a beaucoup perturbé le calendrier des épreuves, Elfyn Evans se retrouve à la tête du classement général lorsqu'il entame la dernière manche de la saison, le rallye de Monza en Italie, mais une sortie de route sur un parcours glissant et enneigé l'empêche de remporter le titre de champion du monde 2020 qui revient à son coéquipier Sébastien Ogier.

## Palmarès

### Titres
| Saison | Titre                                          | Voiture        |
| ------ | ---------------------------------------------- | -------------- |
| 2008   | Vainqueur du Fiesta Sporting Trophy UK         | Ford Fiesta ST |
| 2008   | Vainqueur du Fiesta Sporting Trophy Irlande    | Ford Fiesta ST |
| 2010   | Vainqueur du Fiesta SportTrophy UK             | Ford Fiesta ST |
| 2010   | Vainqueur du Junior British Rally Championship | Ford Fiesta ST |
| 2010   | Vainqueur du Pirelli Star Driver               | Ford Fiesta ST |
| 2012   | Vainqueur de la WRC Academy                    | Ford Fiesta R2 |
| 2016   | Vainqueur du MSA British Rally Championship    | Ford Fiesta R5 |

### Victoires

#### Victoires en Championnat Du Monde Des Rallyes (WRC)

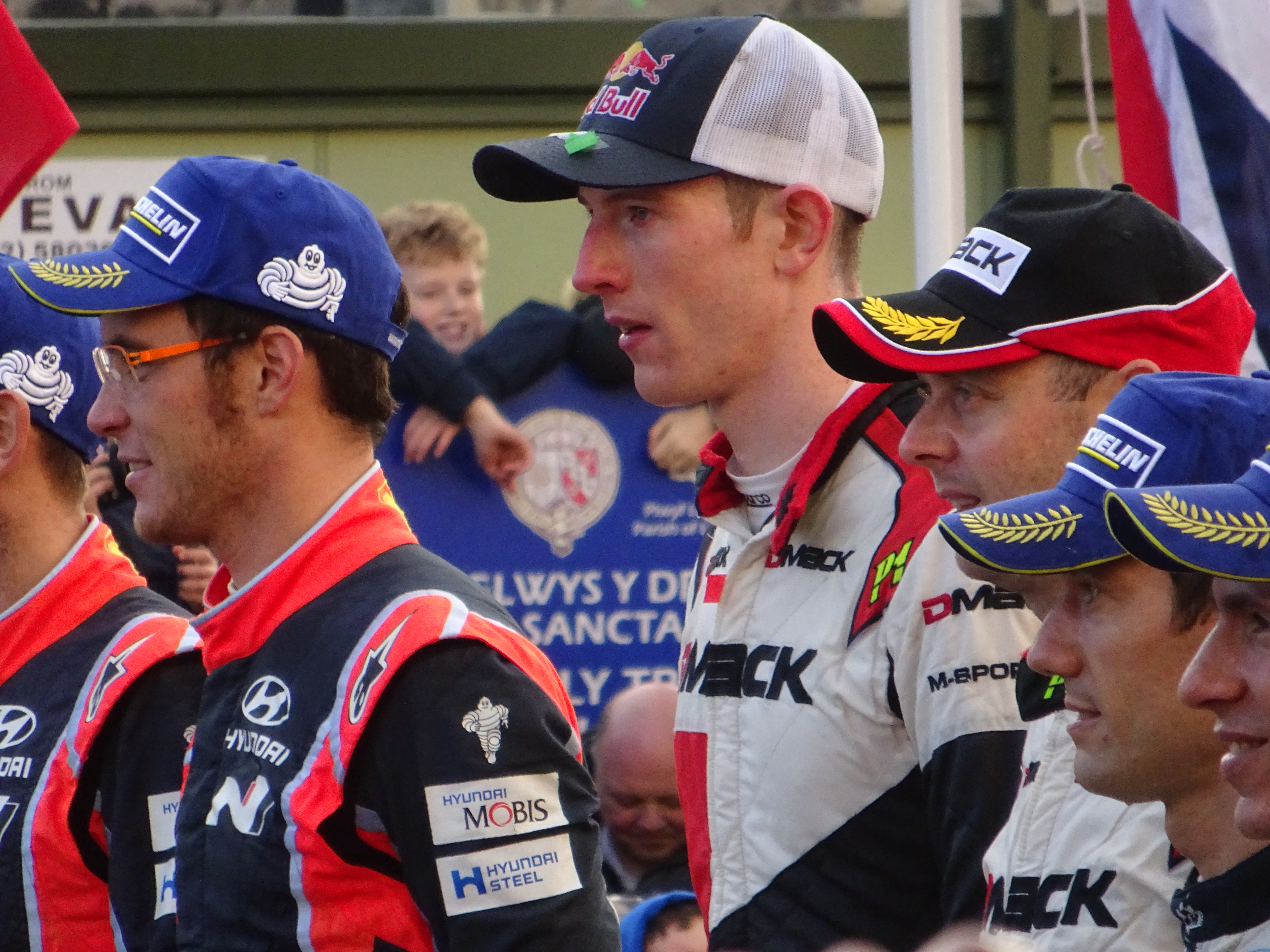
Podium de sa première victoire WRC, au rallye de Grande-Bretagne 2017

| #                              | Saison                         | Rallye                         | Pays                           | Voiture                        |
| Copilote : Daniel Barritt (en) | Copilote : Daniel Barritt (en) | Copilote : Daniel Barritt (en) | Copilote : Daniel Barritt (en) | Copilote : Daniel Barritt (en) |
| ------------------------------ | ------------------------------ | ------------------------------ | ------------------------------ | ------------------------------ |
| 1                              | 2017                           | 73e Rallye de Grande-Bretagne  | Royaume-Uni                    | Ford Fiesta WRC (en)           |
| Copilote : Scott Martin        |                                |                                |                                |                                |
| 2                              | 2020                           | 68e Rallye de Suède            | Suède                          | Toyota Yaris WRC (en)          |
| 3                              | 2020                           | 13e Rallye de Turquie          | Turquie                        | Toyota Yaris WRC (en)          |
| 4                              | 2021                           | 54e Rallye du Portugal         | Portugal                       | Toyota Yaris WRC (en)          |
| 5                              | 2021                           | 70e Rallye de Finlande         | Finlande                       | Toyota Yaris WRC (en)          |
| 6                              | 2023                           | 47e Rallye de Croatie          | Croatie                        | Toyota GR Yaris Rally1         |
| 7                              | 2023                           | 72e Rallye de Finlande         | Finlande                       | Toyota GR Yaris Rally1         |
| 8                              | 2023                           | 8e Rallye du Japon             | Japon                          | Toyota GR Yaris Rally1         |
| 9                              | 2024                           | 9e Rallye du Japon             | Japon                          | Toyota GR Yaris Rally1         |
| 10                             | 2025                           | 72e Rallye de Suède            | Suède                          | Toyota GR Yaris Rally1         |
| 11                             | 2025                           | 72e Rallye Safari              | Kenya                          | Toyota GR Yaris Rally1         |

#### Victoires enWRC Academy

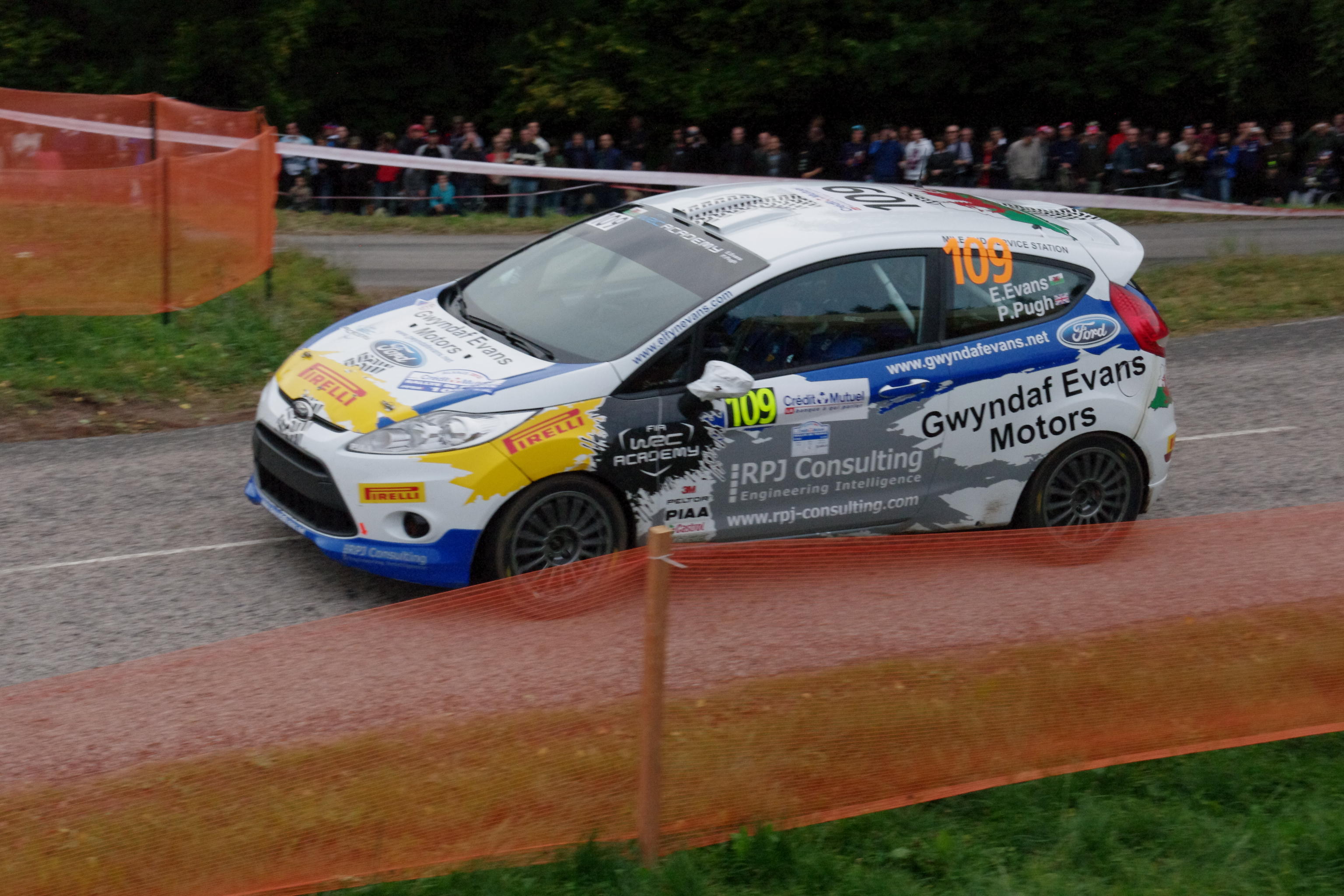
Rallye de France Alsace 2012 - WRC Academy

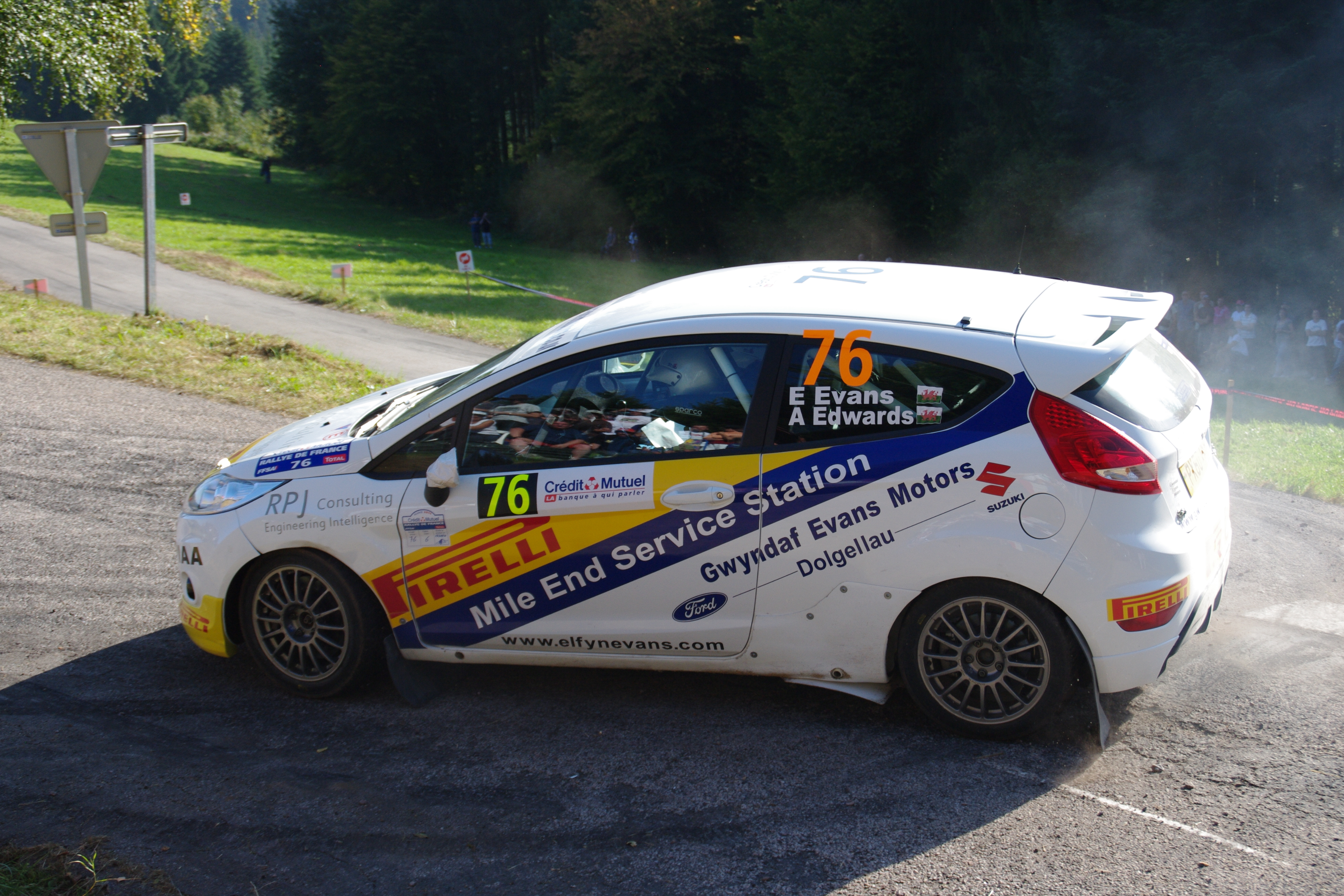
Rallye de France Alsace 2011

| # | Saison | Rallye                   | Pays      | Copilote  | Voiture        |
| - | ------ | ------------------------ | --------- | --------- | -------------- |
| 1 | 2012   | 58e Rallye de l'Acropole | Grèce     | Phil Pugh | Ford Fiesta R2 |
| 2 | 2012   | 62e Rallye de Finlande   | Finlande  | Phil Pugh | Ford Fiesta R2 |
| 3 | 2012   | 30e Rallye d'Allemagne   | Allemagne | Phil Pugh | Ford Fiesta R2 |
| 4 | 2012   | 3e Rallye d'Alsace       | France    | Phil Pugh | Ford Fiesta R2 |

#### Victoires en Championnat du monde des rallyes 2 (WRC-2)
| # | Saison | Rallye                        | Pays        | Copilote      | Voiture        |
| - | ------ | ----------------------------- | ----------- | ------------- | -------------- |
| 1 | 2013   | 69e Rallye de Grande-Bretagne | Royaume-Uni | Daniel Barrit | Ford Fiesta R5 |
| 2 | 2016   | 84e Rallye Monte-Carlo        | Monaco      | Craig Parry   | Ford Fiesta R5 |
| 3 | 2016   | 64e Rallye de Suède           | Suède       | Craig Parry   | Ford Fiesta R5 |
| 4 | 2016   | 59e Tour de Corse             | France      | Craig Parry   | Ford Fiesta R5 |

## Résultats en rallye

### Résultats détaillés en championnat du monde des rallyes
| Saison           | Rallye | Rallye | Rallye | Rallye | Rallye | Rallye | Rallye | Rallye | Rallye | Rallye | Rallye | Rallye | Rallye | Rallye | Rallye            | Rallye | Pts | Classement |
| ---------------- | ------ | ------ | ------ | ------ | ------ | ------ | ------ | ------ | ------ | ------ | ------ | ------ | ------ | ------ | ----------------- | ------ | --- | ---------- |
| 2007             | MON    | SWE    | NOR    | MEX    | POR    | ARG    | ITA    | GRE    | FIN    | GER    | NZL    | ESP    | FRA    | JPN    | IRL               | GBR    | 0   | -          |
| 2007             | -      | -      | -      | -      | -      | -      | -      | -      | -      | -      | -      | -      | -      | -      | -                 | 42e    | 0   | -          |
| N3               |        |        |        |        |        |        |        |        |        |        |        |        |        |        |                   | 1er    | -   | -          |
|                  |        |        |        |        |        |        |        |        |        |        |        |        |        |        |                   |        |     |            |
| 2011             | SWE    | MEX    | POR    | JOR    | ITA    | ARG    | GRE    | FIN    | GER    | AUS    | FRA    | ESP    | GBR    |        |                   |        | 0   | -          |
| 2011             | -      | -      | -      | -      | -      | -      | -      | Ab.    | -      | -      | 16e    | -      | Ab.    |        |                   |        | 0   | -          |
|                  |        |        |        |        |        |        |        |        |        |        |        |        |        |        |                   |        |     |            |
| 2012             | MON    | SWE    | MEX    | POR    | ARG    | GRE    | NZL    | FIN    | GER    | GBR    | FRA    | ITA    | ESP    |        |                   |        | 0   | -          |
| WRC Academy 2012 |        |        |        | 7e     |        | 1er    |        | 1er    | 1er    |        | 1er    |        | 3e     | 144    | 1er (WRC Academy) |        |     |            |
|                  |        |        |        |        |        |        |        |        |        |        |        |        |        |        |                   |        |     |            |
| 2013             | MON    | SWE    | MEX    | POR    | ARG    | GRE    | ITA    | FIN    | GER    | AUS    | FRA    | ESP    | GBR    |        |                   |        | 20  | 12e        |
| 2013             | -      | -      | -      | 23e    | -      | -      | 6e     | Ab.    | 6e     | -      | 11e    | Ab.    | 8e     |        |                   |        | 20  | 12e        |
| WRC-2 2013       | -      | -      | -      | 8e     | -      | -      | -      | Ab.    | 2e     | -      | 2e     | Ab.    | 1er    |        |                   |        | 65  | 7e (WRC-2) |
|                  |        |        |        |        |        |        |        |        |        |        |        |        |        |        |                   |        |     |            |
| 2014             | MON    | SWE    | MEX    | POR    | ARG    | ITA    | POL    | FIN    | GER    | AUS    | FRA    | ESP    | GBR    |        |                   |        | 81  | 8e         |
| 2014             | 6e     | Ab.    | 4e     | 22e    | 7e     | 5e     | 35e    | 7e     | 4e     | 8e     | 6e     | 14e    | 5e     |        |                   |        | 81  | 8e         |
|                  |        |        |        |        |        |        |        |        |        |        |        |        |        |        |                   |        |     |            |
| 2015             | MON    | SWE    | MEX    | ARG    | POR    | ITA    | POL    | FIN    | GER    | AUS    | FRA    | ESP    | GBR    |        |                   |        | 89  | 7e         |
| 2015             | 7e     | 6e     | 4e     | 3e     | 64e    | 4e     | Ab.    | 12e    | 6e     | 9e     | 2e     | 34e    | 6e     |        |                   |        | 89  | 7e         |
|                  |        |        |        |        |        |        |        |        |        |        |        |        |        |        |                   |        |     |            |
| 2016             | MON    | SWE    | MEX    | ARG    | POR    | ITA    | POL    | FIN    | GER    | CHN    | FRA    | ESP    | GBR    | AUS    |                   |        | 6   | 20e        |
| 2016             | 8e     | 9e     | -      | 17e    | 30e    | -      | 13e    | 11e    | -      | An.    | 11e    | -      | -      | -      |                   |        | 6   | 20e        |
| WRC-2 2016       | 1er    | 1er    | -      | 4e     | 14e    | -      | 2e     | 3e     | -      | an.    | 1er    | -      | -      | -      |                   |        | 120 | 3e (WRC-2) |
|                  |        |        |        |        |        |        |        |        |        |        |        |        |        |        |                   |        |     |            |
| 2017             | MON    | SWE    | MEX    | FRA    | ARG    | POR    | ITA    | POL    | FIN    | GER    | ESP    | GBR    | AUS    |        |                   |        | 128 | 5e         |
| 2017             | 6e     | 6e     | 9e     | 21e    | 2e     | 6e     | Ab.    | 8e     | 2e     | 6e     | 7e     | 1er    | 5e     |        |                   |        | 128 | 5e         |
|                  |        |        |        |        |        |        |        |        |        |        |        |        |        |        |                   |        |     |            |
| 2018             | MON    | SWE    | MEX    | FRA    | ARG    | POR    | ITA    | FIN    | GER    | TUR    | GBR    | ESP    | AUS    |        |                   |        | 80  | 7e         |
| 2018             | 6e     | 14e    | -      | 5e     | 6e     | 2e     | 14e    | 7e     | 25e    | 12e    | 20e    | 3e     | 6e     |        |                   |        | 80  | 7e         |
|                  |        |        |        |        |        |        |        |        |        |        |        |        |        |        |                   |        |     |            |
| 2019             | MON    | SWE    | MEX    | FRA    | ARG    | CHI    | POR    | ITA    | FIN    | GER    | TUR    | GBR    | ESP    | AUS    |                   |        | 102 | 5e         |
| 2019             | Ab.    | 5e     | 3e     | 3e     | Ab.    | 4e     | 5e     | 4e     | -      | -      | -      | 5e     | 6e     | An.    |                   |        | 102 | 5e         |
|                  |        |        |        |        |        |        |        |        |        |        |        |        |        |        |                   |        |     |            |
| 2020             | MON    | SWE    | MEX    | EST    | TUR    | ITA    | BEL    | ITA    |        |        |        |        |        |        |                   |        | 114 | 2e         |
| 2020             | 3e     | 1er    | 4e     | 4e     | 1er    | 4e     | An.    | 17e    |        |        |        |        |        |        |                   |        | 114 | 2e         |
|                  |        |        |        |        |        |        |        |        |        |        |        |        |        |        |                   |        |     |            |
| 2021             | MON    | FIN    | CRO    | POR    | ITA    | KEN    | EST    | BEL    | GRE    | FIN    | ESP    | ITA    |        |        |                   |        | 207 | 2e         |
| 2021             | 2e     | 5e     | 2e     | 1er    | 2e     | 10e    | 5e     | 4e     | 6e     | 1er    | 2e     | 2e     |        |        |                   |        | 207 | 2e         |
|                  |        |        |        |        |        |        |        |        |        |        |        |        |        |        |                   |        |     |            |
| 2022             | MON    | SWE    | CRO    | POR    | ITA    | KEN    | EST    | FIN    | BEL    | GRE    | NZL    | ESP    | JPN    |        |                   |        | 134 | 4e         |
| 2022             | 21e    | Abd.   | 5e     | 2e     | 40e    | 2e     | 2e     | 4e     | 2e     | Abd.   | Abd.   | 6e     | 5e     |        |                   |        | 134 | 4e         |
|                  |        |        |        |        |        |        |        |        |        |        |        |        |        |        |                   |        |     |            |
| 2023             | MON    | SWE    | MEX    | CRO    | POR    | ITA    | KEN    | EST    | FIN    | GRE    | CHI    | UE     | JPN    |        |                   |        | 216 | 2e         |
| 2023             | 4e     | 5e     | 3e     | 1er    | Ab.    | 4e     | 3e     | 4e     | 1er    | 2e     | 3e     | 31e    | 1er    |        |                   |        | 216 | 2e         |
|                  |        |        |        |        |        |        |        |        |        |        |        |        |        |        |                   |        |     |            |
| 2024             | MON    | SWE    | KEN    | CRO    | POR    | ITA    | POL    | LET    | FIN    | GRE    | CHI    | UE     | JPN    |        |                   |        | 210 | 2e         |
| 2024             | 3e     | 2e     | 4e     | 2e     | 6e     | 4e     | 2e     | 5e     | Ab.    | 18e    | 2e     | 2e     | 1er    |        |                   |        | 210 | 2e         |
|                  |        |        |        |        |        |        |        |        |        |        |        |        |        |        |                   |        |     |            |
| 2025             | MON    | SWE    | KEN    | CAN    | POR    | ITA    | GRE    | EST    | FIN    | PAR    | CHI    | UE     | JAP    | ARA    |                   |        | 88* | 1er*       |
| 2025             | 2e     | 1er    | 1er    |        |        |        |        |        |        |        |        |        |        |        |                   |        | 88* | 1er*       |

*Saison en cours